# Les Verts
Les Verts (Nederlands: De Groenen) was een partij in Frankrijk die een groene politiek voorstond. Les Verts ging in 2010 in het nieuwe Europe Écologie-Les Verts op.

## Geschiedenis
In Frankrijk ontstond net als in andere landen in de jaren 70 de groene (of ecologische) beweging. René Dumont staat in Frankrijk bekend als de 'vader' van de ecologische beweging. Hij deed als onafhankelijke kandidaat mee aan de presidentsverkiezingen van 1974. Bij de regionale verkiezingen van 1977 en bij de verkiezingen voor het parlement in 1978 stelden zich personen uit deze beweging kandidaat.
In die tijd formeerde zich een eigen politieke partij. Écologie 78 werd in 1978 opgericht en Europe Écologie in 1979, die ook aan de Europese Parlementsverkiezingen meedeed. Brice Lalonde was presidentskandidaat in 1981 voor Écologie 78.
Les Verts ontstond in 1984 uit een fusie van de Parti Écologiste en de Confédération Écologiste. De Groenen waren toen slechts een van de vele groene partijen in Frankrijk, maar vanaf de jaren 90 was zij de belangrijkste. De Groenen stelden Antoine Waechter kandidaat voor de presidentsverkiezingen van 1988. Hij behaalde in de eerste ronde 3,8% van de stemmen.
Dominique Voynet was presidentskandidaat in 1995, zij behaalde 3,32% van de stemmen. Zij werd na de overwinning van links bij de parlementsverkiezingen van 1997 minister van Milieu en Ruimtelijke Ordening in de regering van premier Jospin. Guy Hascoët van Les verts werd in 2000 staatssecretaris op het ministerie van Financiën. Met de verkiezingsoverwinning van rechts in 2002, verdwenen De Groenen uit de regering.
Bertrand Delanoë werd in maart 2001 met steun van De Groenen tot burgemeester van Parijs gekozen. Christophe Girard, Yves Contassot en Denis Baupin, allen lid van Les Verts, kregen belangrijke plaatsen als wethouder.
De Groenen haalden 4,5% van de stemmen bij de parlementsverkiezingen in 2002, goed voor drie zetels. Ze haalden zes zetels bij de Europese Parlementsverkiezingen van 2004, drie minder dan in 1999. De partij haalde een redelijk succes bij de regionale verkiezingen van 2004, toen Les Verts deel van een linkse alliantie uitmaakte.
Noël Mamère was bij de presidentsverkiezingen van 2002 de presidentskandidaat voor Les Verts. Zij haalde toen 5,25% van de stemmen. Het was bij de presidentsverkiezingen van 2007 de beurt aan Dominique Voynet om Les Verts te vertegenwoordigen, maar zij strandde op 1,57% van de stemmen. Cécile Duflot, die van 2012 tot 2014 in de regeringen-Ayrault I en II nog minister van Volkshuisvesting werd, was van 2006 tot 2010 voorzitter.
Les Verts hadden sedert 2001 een jeugdafdeling, Jeunes Verts, de Jonge Groenen.
Samenstelling per 27 juli 2019 
 De deelnemende partijen met de meeste zetels worden genoemd, alleen de partijen met een enkele zetel binnen de fractie ontbreken.